# Шалінарг
Шаліна́рг, Шалінарґ (фр. Chalinargues) — колишній муніципалітет у Франції, у регіоні Овернь-Рона-Альпи, департамент Канталь. Населення — 428 осіб (2011).
Муніципалітет був розташований на відстані близько 420 км на південь від Парижа, 75 км на південь від Клермон-Феррана, 50 км на північний схід від Оріяка.

## Історія
До 2015 року муніципалітет перебував у складі регіону Овернь. Від 1 січня 2016 року належав до нового об'єднаного регіону Овернь-Рона-Альпи.
1 грудня 2016 року Шалінарг, Сель, Шаваньяк, Нессарг-Муассак i Сент-Анастазі було об'єднано в новий муніципалітет Нессарг-ан-Пінатель.

## Демографія
Динаміка населення (INSEE ):
Розподіл населення за віком та статтю (2006):
| Стать | Всього | До 15 років | 15-24 | 25-44 | 45-64 | 65-85 | Понад 85 |
| --- | ------ | ----------- | ----- | ----- | ----- | ----- | -------- |
| Чоловіки | 248    | 32          | 28    | 68    | 76    | 40    | 4        |
| Жінки | 180    | 24          | 12    | 32    | 56    | 48    | 8        |
| \| Статево-вікова піраміда \| Статево-вікова піраміда \| Статево-вікова піраміда \| \| ----------------------- \| ----------------------- \| ----------------------- \| \| Чоловіки \| Вік \| Жінки \| \| 4 \| 85 + \| 8 \| \| 8 \| 80-84 \| 16 \| \| 12 \| 75-79 \| 8 \| \| 16 \| 70-74 \| 12 \| \| 4 \| 65-69 \| 12 \| \| 36 \| 60-64 \| 4 \| \| 12 \| 55-59 \| 20 \| \| 24 \| 50-54 \| 20 \| \| 4 \| 45-49 \| 12 \| \| 8 \| 40-44 \| 8 \| \| 20 \| 35-39 \| 8 \| \| 28 \| 30-34 \| 12 \| \| 12 \| 25-29 \| 4 \| \| 16 \| 20-24 \| 8 \| \| 12 \| 15-20 \| 4 \| \| 12 \| 10-14 \| 0 \| \| 12 \| 5-9 \| 12 \| \| 8 \| 0-4 \| 12 \| |        |             |       |       |       |       |          |
| Статево-вікова піраміда |        |             |       |       |       |       |          |
| Чоловіки | Вік    | Жінки       |       |       |       |       |          |
| 4 | 85 +   | 8           |       |       |       |       |          |
| 8 | 80-84  | 16          |       |       |       |       |          |
| 12 | 75-79  | 8           |       |       |       |       |          |
| 16 | 70-74  | 12          |       |       |       |       |          |
| 4 | 65-69  | 12          |       |       |       |       |          |
| 36 | 60-64  | 4           |       |       |       |       |          |
| 12 | 55-59  | 20          |       |       |       |       |          |
| 24 | 50-54  | 20          |       |       |       |       |          |
| 4 | 45-49  | 12          |       |       |       |       |          |
| 8 | 40-44  | 8           |       |       |       |       |          |
| 20 | 35-39  | 8           |       |       |       |       |          |
| 28 | 30-34  | 12          |       |       |       |       |          |
| 12 | 25-29  | 4           |       |       |       |       |          |
| 16 | 20-24  | 8           |       |       |       |       |          |
| 12 | 15-20  | 4           |       |       |       |       |          |
| 12 | 10-14  | 0           |       |       |       |       |          |
| 12 | 5-9    | 12          |       |       |       |       |          |
| 8 | 0-4    | 12          |       |       |       |       |          |

## Економіка
2010 року серед 258 осіб працездатного віку (15—64 років) 184 були активними, 74 — неактивними (показник активності 71,3%, у 1999 році було 67,7%). З 184 активних мешканців працювало 166 осіб (96 чоловіків та 70 жінок), безробітними було 18 (9 чоловіків та 9 жінок). Серед 74 неактивних 20 осіб було учнями чи студентами, 35 — пенсіонерами, 19 були неактивними з інших причин.

У 2010 році в муніципалітеті числилось 179 оподаткованих домогосподарств, у яких проживали 387,0 особи, медіана доходів виносила 13 973 євро на одного особоспоживача

## Відомі особистості
В поселенні народився:
- Жан Лабудері (1776—1849) — французький вчений.

## Галерея зображень

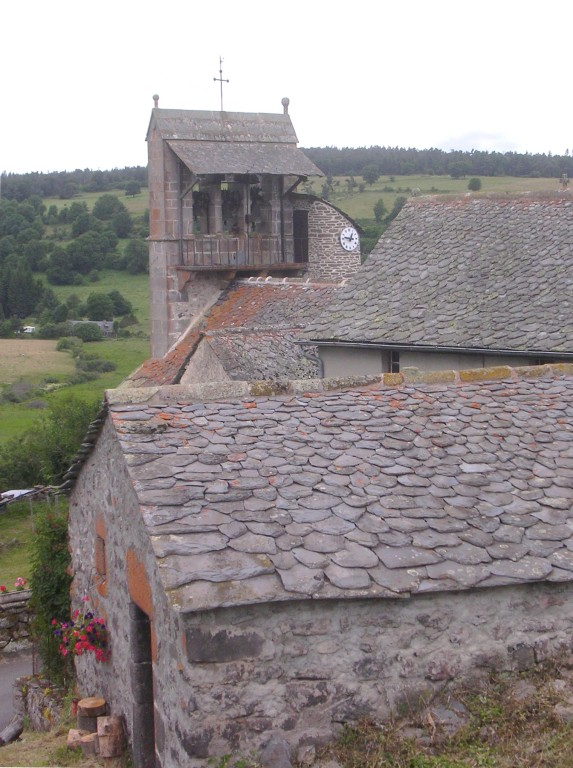
L'église et le four à pain du village de Mouret